# Palazzo Madama (Rom)

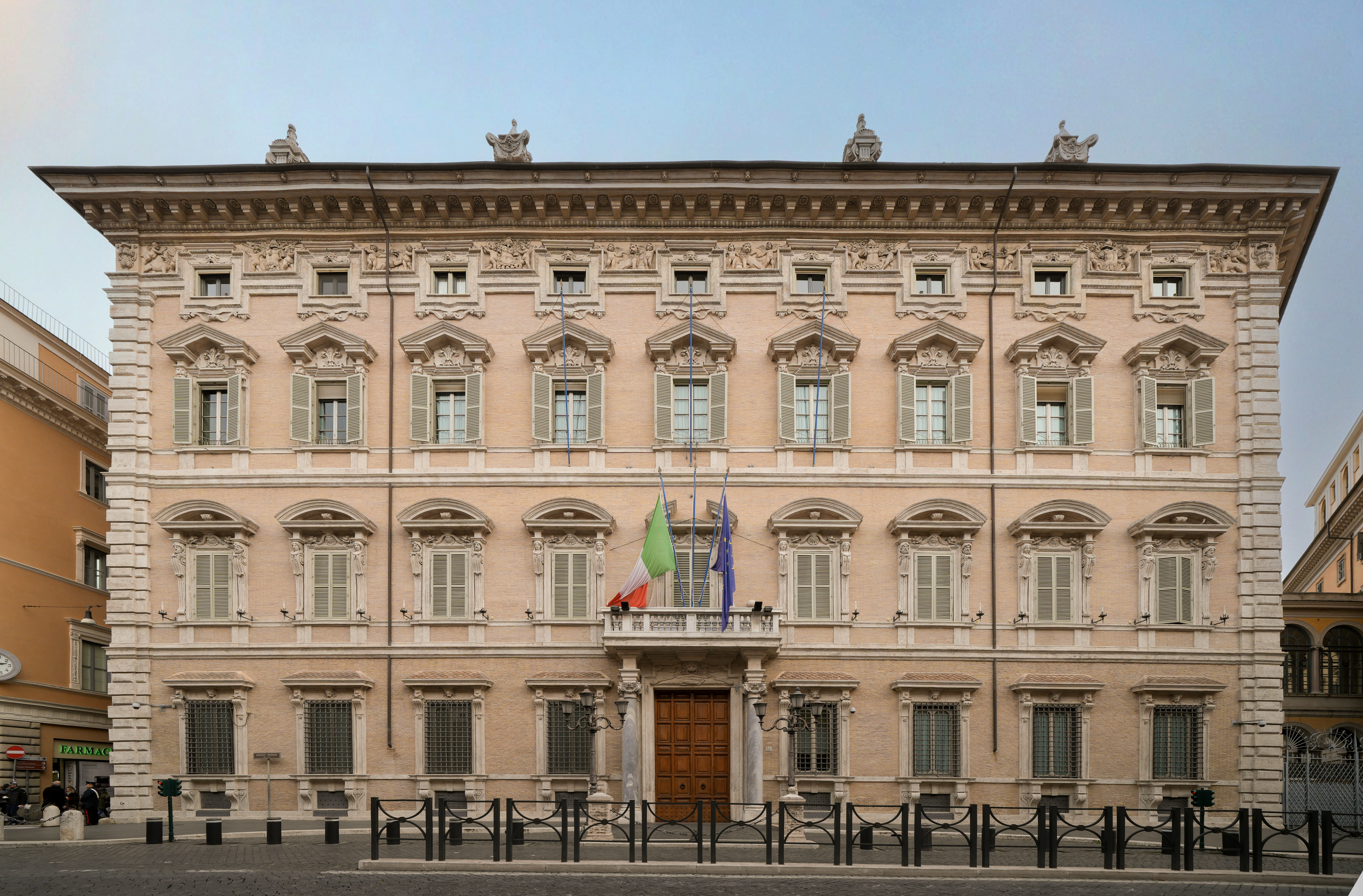
Palazzo Madama, Rom

Der Palazzo Madama in Rom ist Sitz des italienischen Senats. Der Palast befindet sich am gleichnamigen Platz am Corso Rinascimento. Der Palast verdankt seinen Namen der Madama Margarethe von Parma, Tochter Karls V., die in erster Ehe mit Alessandro de’ Medici verheiratet war und in diesem Palast wohnte.
Metonymisch ist in der italienischen Presse oft von Palazzo Madama die Rede, wenn der Senat (als Organ) gemeint ist. Der Präsident des Senats hat seine Residenz nicht im Palazzo Madama, sondern im benachbarten Palazzo Giustiniani.

## Geschichte

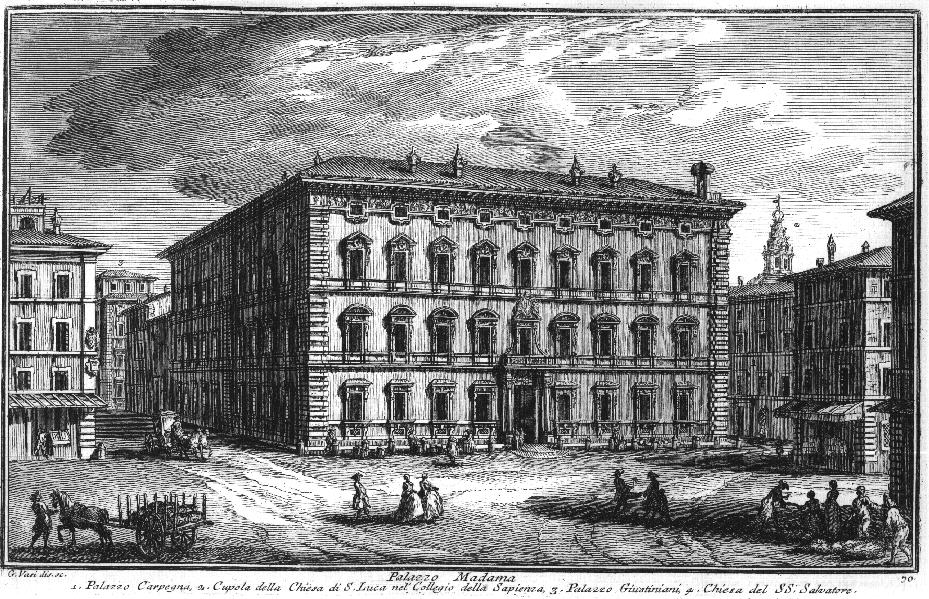
Palazzo Madama, Stich Giuseppe Vasis, 18. Jh.

Gegen Ende des 15. Jahrhunderts ließ der Bischof von Chiusi und Schatzmeister von Papst Sixtus IV. auf dem Grundstück einen Palast errichten, der nach seinem Tod von Giovanni de’ Medici, dem späteren Papst Leo X., erworben wurde und der ihn auf der Grundlage von Plänen Giuliano da Sangallos umbauen wollte, ein Projekt, das nicht ausgeführt wurde. Die Witwe Alessandro de’ Medicis, in zweiter Ehe verheiratet mit Ottavio Farnese, wählte den Palast als Wohnsitz. Danach wohnte im Palast der italienische Kardinal Francesco Maria Bourbon Del Monte, der im Palast 1627 verstarb. Während dieser Zeit lebte auch der Künstler Caravaggio zeitweilig im Palast. Wieder im Besitz der Medici, wurde er zwischen 1642 und 1649 von dem Architekten Paolo Marucelli umgebaut und mit seiner heutigen barocken Fassade versehen.
Durch Erbschaft fiel der Palast dann an das Haus Lothringen, wurde 1750 von Papst Benedikt XIV. erworben und diente als päpstlicher Gerichtshof sowie unter Pius IX. als Sitz verschiedener päpstlicher Behörden.
Im Februar 1871 wurde der Palast zum Sitz des Senates, nachdem im Zuge des Risorgimento Rom zur Hauptstadt des Königreichs Italien erklärt worden war. Die neue Nutzung erforderte ausgedehnte Umbaumaßnahmen. Unter anderem wurde eine große Aula als Sitzungssaal errichtet, in dem der Senat im November 1871 zu seiner ersten Sitzung zusammentrat.

## Architektur und Innenausstattung

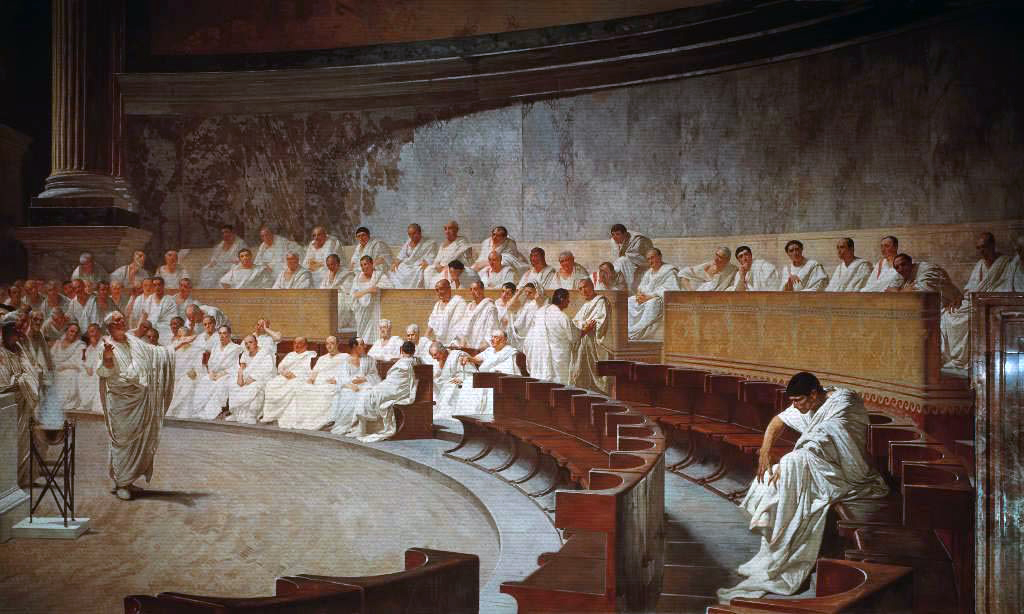
Ciceros Anklage gegen Catilina im Palazzo Madama

Die von Marucelli entworfene Fassade ist neunachsig, hat drei Geschosse und ein Mezzaningeschoss. Sie ist glatt verputzt und wird durch Friese aus hellem Kalkstein gegliedert und an den Ecken durch Rustikapilaster betont. Die Mezzaninfenster sind in einen reich dekorierten Fries eingebunden. Die Fenster sind mit prächtigen Segmentgiebeln und Dreiecksgiebeln bekrönt. Zwei Säulen flankieren das Portal und tragen einen Balkon.
Die überkuppelte Aula wurde auf dem Raum eines ehemaligen Innenhofs von dem Architekten Luigi Gabet erbaut.
Verschiedene Säle des Senats sind mit großen Wandgemälden des Historismus über den römischen Senat dekoriert. Eines der Fresken zeigt Ciceros Anklage gegen Catilina von Cesare Maccari aus dem Jahre 1888.
Koordinaten: 41° 53′ 56,9″ N, 12° 28′ 27,8″ O